# Miklós Kitl
Miklós Kitl (* 1. června 1997, Senta, Svazová republika Jugoslávie) je maďarský fotbalový záložník, který v současnosti hraje za klub Kecskeméti TE.

## Klubová kariéra
Kitl debutoval v profesionální kopané v maďarském klubu Kecskeméti TE v sezóně 2013/14.
V červnu 2015 byl na testech v českém mužstvu AC Sparta Praha.